# Runcinia caudata
Runcinia caudata es una especie de araña cangrejo del género Runcinia, familia Thomisidae. Fue descrita científicamente por Schenkel en 1963.

## Distribución
Esta especie se encuentra en China.

## Tratamiento taxonómico
La especie aparece registrada y publicada en Ostasiatische Spinnen aus dem Muséum d’Histoire naturelle de Paris. Mémoires du Muséum National d’Histoire Naturelle de Paris (A, Zool.) 25: 1–481.